# Miniland Mecklenburg-Vorpommern
Koordinaten: 54° 0′ 33″ N, 12° 17′ 32″ O

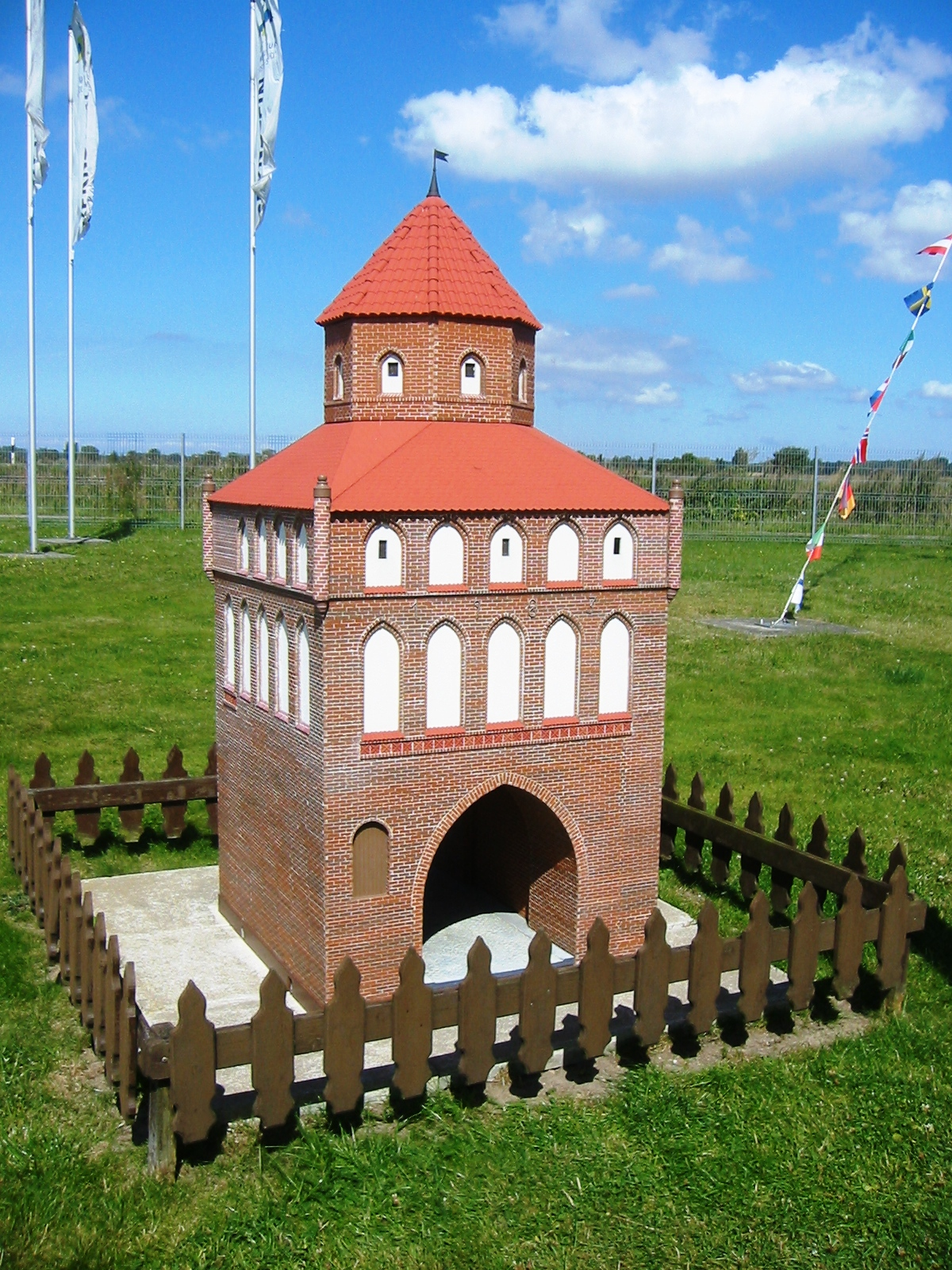
Modell des Rostocker Tors in Ribnitz-Damgarten. Das Modell steht vor der Bernsteinmanufaktur Ribnitz-Damgarten und wirbt dort für den Park.

Das miniland Mecklenburg-Vorpommern (kurz: miniland MV) ist ein Miniaturpark und Landschaftspark in Göldenitz, einem Ortsteil von Dummerstorf im Landkreis Rostock. Auf einer Fläche von rund viereinhalb Hektar befinden sich mehr als 70 detailgetreue Nachbildungen von Bauwerken aus Mecklenburg-Vorpommern im Maßstab 1:25. Weitere 14 Modelle im Maßstab 1:50 sind in einem ehemaligen Speicher auf dem Gelände ausgestellt. Das miniland MV war 2009 einer der Außenstandorte der Bundesgartenschau in Schwerin.

## Projektträger
Träger ist das Gemeinnützige AFW Arbeitsförderungs- und Fortbildungswerk in Rostock, welches Bildungs- und Erziehungsmaßnahmen durchführt. Es ist weiterhin in der Denkmalpflege, dem Umweltschutz sowie der Landschaftspflege aktiv. Das Werk unterhält seit 1998 eine Modellbauwerkstatt und ist seit 2002 Betreiber des Parks.

## Modelle
Mit Stand Juli 2012 sind folgende Modelle im Park aufgebaut (gruppiert nach den angrenzenden Städten):
- Anklam, Neubrandenburg und Umgebung: Anklamer Tor (Friedland), Kornspeicher am Wolgaster Hafen,  Schloss Rattey in Schönbeck
- Demmin und Umgebung: Schloss Kartlow, Sankt-Marien-Kirche (Loitz)
- Güstrow und Umgebung: Grabkapelle und Schloss in Prebberede, Kalensches Tor in Malchin, Dobbertiner Klosterkirche, Teterower Rathaus, Rundscheune in Jahmen, Schloss Güstrow
- Neustrelitz und Umgebung: Kürassierkaserne in Pasewalk, Mühlen in Woldegk, Schloss Hohenzieritz, Schlosskirche Neustrelitz
- Rostock und Umgebung: Autobahnkirche in Kavelstorf, Herrenhaus Hohen Luckow mit Pferdestall und Wirtschaftsgebäude, Herrenhaus in Poppendorf, Hochhaus in der Langen Straße in Rostock, Leuchtturm Warnemünde, Steintor in Rostock, Teepott Warnemünde
- Rügen und Umgebung: Jagdschloss Granitz, Leuchtturm Kap Arkona, Schinkelturm (Kap Arkona), Schloss Spycker
- Schwerin und Umgebung: Bahnhof Hagenow Land, Landesfunkhaus in Schwerin, Landgestüt Redefin, Mühle in Goldenbow, Parchimer Rathaus, Schloss Ludwigslust, Staatskanzlei Schwerin, Städtischer Wasserturm Hagenow
- Stralsund und Umgebung: Bockwindmühle in Ribnitz-Damgarten, Grimmer Rathaus, die Häuser Lütten-Klein, Selmsdorf und Strassen aus dem Freilichtmuseum Klockenhagen, Mühlentor (Tribsees), Rathaus Stralsund, Rostocker Tor (Ribnitz-Damgarten), Schaumanufaktur in Ribnitz-Damgarten, Schloss Hohendorf, Schloss Schlemmin, Ziegelgrabenbrücke Stralsund
- Waren (Müritz) und Umgebung: Dorfkirche in Ludorf, Scheune Bollewick, Schloss Klink, Schloss Ulrichshusen, Wasserturm in Waren
- Wismar und Umgebung: Marienkirche (Wismar), Schloss Hasenwinkel, Herrenhaus Plüschow, St. Nikolai (Grevesmühlen)

## Auszeichnung
Das miniland MV wurde 2009 vom Fachverband Landurlaub Mecklenburg-Vorpommern e.V. mit dem Gütesiegel „Anerkannter ErlebnisHof“ ausgezeichnet. Mit diesem Siegel will man Anbieter auszeichnen, die „im dörflich geprägten Umfeld ein attraktives Freizeitprogramm für Tagesgäste unabhängig von etwaigen Übernachtungen anbieten“.
Die Gütesiegel des Fachverbands Landurlaub Mecklenburg-Vorpommern e.V. werden jeweils für drei Jahre vergeben. Da das Miniland MV nach eigenen Veröffentlichungen (nur) 2009 dieses Qualitätssiegel erhalten hat, haben sie sich entweder keiner erneuten Prüfung gestellt oder diese nicht bestanden. Das Qualitätssiegel ist somit nur von 2009 bis 2012 zu tragen gewesen.